# Giacomo II (patriarca)
Giacomo (... – 773) è stato un vescovo cristiano orientale siro, metropolita di Beth Lapat e di Seleucia-Ctesifonte, patriarca della Chiesa d'Oriente dal 754 al 773 circa.

## Biografia
Poche sono le informazioni sulla vita di questo patriarca della Chiesa d'Oriente. Era metropolita di Beth Lapat nel Khūzestān quando morì il patriarca Aba II nel 751 circa.
La successione patriarcale fu contesa, e ne approfittò Surin, metropolita di Hulwan, il quale, secondo lo storico nestoriano Mari ibn Sulayman, con l'appoggio dell'emiro di Al-Mada'in, si fece eleggere patriarca e fu consacrato da Giacomo di Beth Lapat.
Lo stesso storico racconta che poco dopo, ossia la seconda domenica dopo l'Ascensione, un sinodo di vescovi riuniti a Hira, informò il califfo Abu l-Abbas al-Saffah delle modalità con cui Surin aveva preso il potere, depose il patriarca usurpatore, ed elesse al suo posto il metropolita Giacomo.
Incerto è l'anno esatto in cui si svolsero questi fatti, generalmente indicato nel 754, anche se altri autori indicano la consacrazione di Giacomo nel 753.
Barebreo racconta di un accordo intervenuto all'epoca di Giacomo tra il mafriano di Takrit, della Chiesa ortodossa siriaca, e il metropolita nestoriano di Nisibi, Cipriano. L'accordo prevedeva che ai nestoriani fosse concessa la costruzione di una chiesa a Takrit, in cambio del restauro della chiesa ortodossa siriaca di San Domizio a Nisibi.
Ignoto è l'anno esatto della morte del patriarca Giacomo, indicato generalmente nel 773. Governò la sua Chiesa per un ventennio, molti dei quali passati in prigione, per aver offeso il califfo al-Mansur.